# Tomi Horvat
Tomi Horvat (Murska Sobota, 24 de marzo de 1999) es un futbolista esloveno que juega en la demarcación de centrocampista para el SK Sturm Graz de la Bundesliga.

## Selección nacional
Tras jugar en varias categorías inferiores de la selección, finalmente hizo su debut con la selección de fútbol de Eslovenia en un partido amistoso contra Catar que finalizó con un resultado de empate a cero.

### Participaciones en Eurocopas
| Copa          | Sede     | Resultado        | Partidos | Goles |
| ------------- | -------- | ---------------- | -------- | ----- |
| Eurocopa 2024 | Alemania | Octavos de final | 0        | 0     |

## Clubes
| Club          | País      | Año       | Partidos | Goles |
| ------------- | --------- | --------- | -------- | ----- |
| NŠ Mura       | Eslovenia | 2018-2022 | 159      | 17    |
| SK Sturm Graz | Austria   | 2022-     | 134      | 23    |

## Palmarés

### Títulos nacionales
| Título                    | Club          | País      | Año  |
| ------------------------- | ------------- | --------- | ---- |
| Copa de Eslovenia         | NŠ Mura       | Eslovenia | 2020 |
| Primera Liga de Eslovenia | NŠ Mura       | Eslovenia | 2021 |
| Copa de Austria           | SK Sturm Graz | Austria   | 2023 |
| Copa de Austria           | SK Sturm Graz | Austria   | 2024 |
| Bundesliga                | SK Sturm Graz | Austria   | 2024 |
| Bundesliga                | SK Sturm Graz | Austria   | 2025 |